# Sōryū (1935)
Sōryū (jap. 蒼龍 Sōryū) – japoński lotniskowiec z okresu II wojny światowej.
W czasie ataku na Pearl Harbor lotniskowiec „Sōryū”, dowodzony przez komandora Ryūsaku Yanagimoto, był jednym z sześciu lotniskowców wchodzących w skład specjalnej „grupy mobilnej” (kidō-butai). Z okrętu wystartowały dwie fale samolotów przeciwko amerykańskiej bazie. W pierwszej z nich samoloty trafiły okręty: „Nevada”, „Tennessee” i „West Virginia” bombami przeciwpancernymi i „Utah”, „Helena”, „California” i „Raleigh” torpedami oraz ostrzeliwały samoloty stojące na ziemi na Barbers Point. Druga fala trafiła: „California”, „Raleigh” oraz Kāneʻohe i instalacje stoczniowe.
Podczas bitwy pod Midway 4 czerwca 1942 r. został trafiony 3 bombami przez lotnictwo amerykańskie. Trafienia spowodowały eksplozje paliwa lotniczego i amunicji przygotowywanych do startu samolotów oraz sparaliżowały system obrony przeciwpożarowej lotniskowca. Okręt stanął w ogniu i o godzinie 10.45, 20 minut po zbombardowaniu, wydano rozkaz jego opuszczenia. O godzinie 19.13 „Sōryū” został dobity torpedami niszczyciela „Isokaze”, po czym zatonął zabierając z sobą 711 członków załogi (z ogólnej liczby 1103) w tym komandora Yanagimoto, który odrzucił propozycję ewakuacji i postanowił pozostać na okręcie do końca. Był to najwyższy odsetek śmiertelności ze wszystkich japońskich lotniskowców straconych w Bitwie pod Midway, głównie ze względu na dewastację obu pokładów hangarowych.

## Dane techniczne
Opancerzone: do 86 mm w pasie burtowym, 58 mm pokładu + 38,1 mm pokładu lotniczego.

## Przypisy

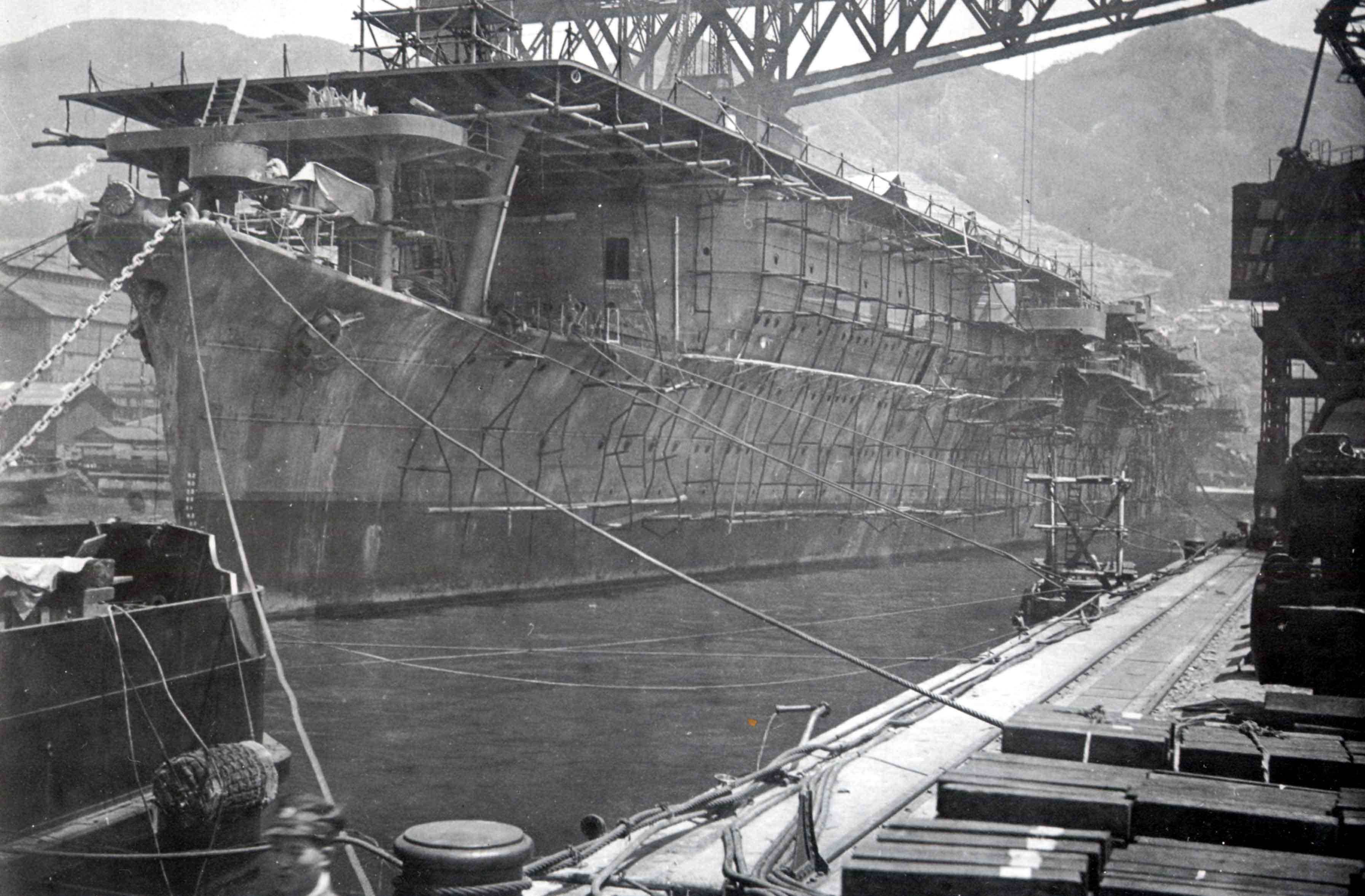
Sōryū podczas budowy w stoczni w Kure w 1937 r.

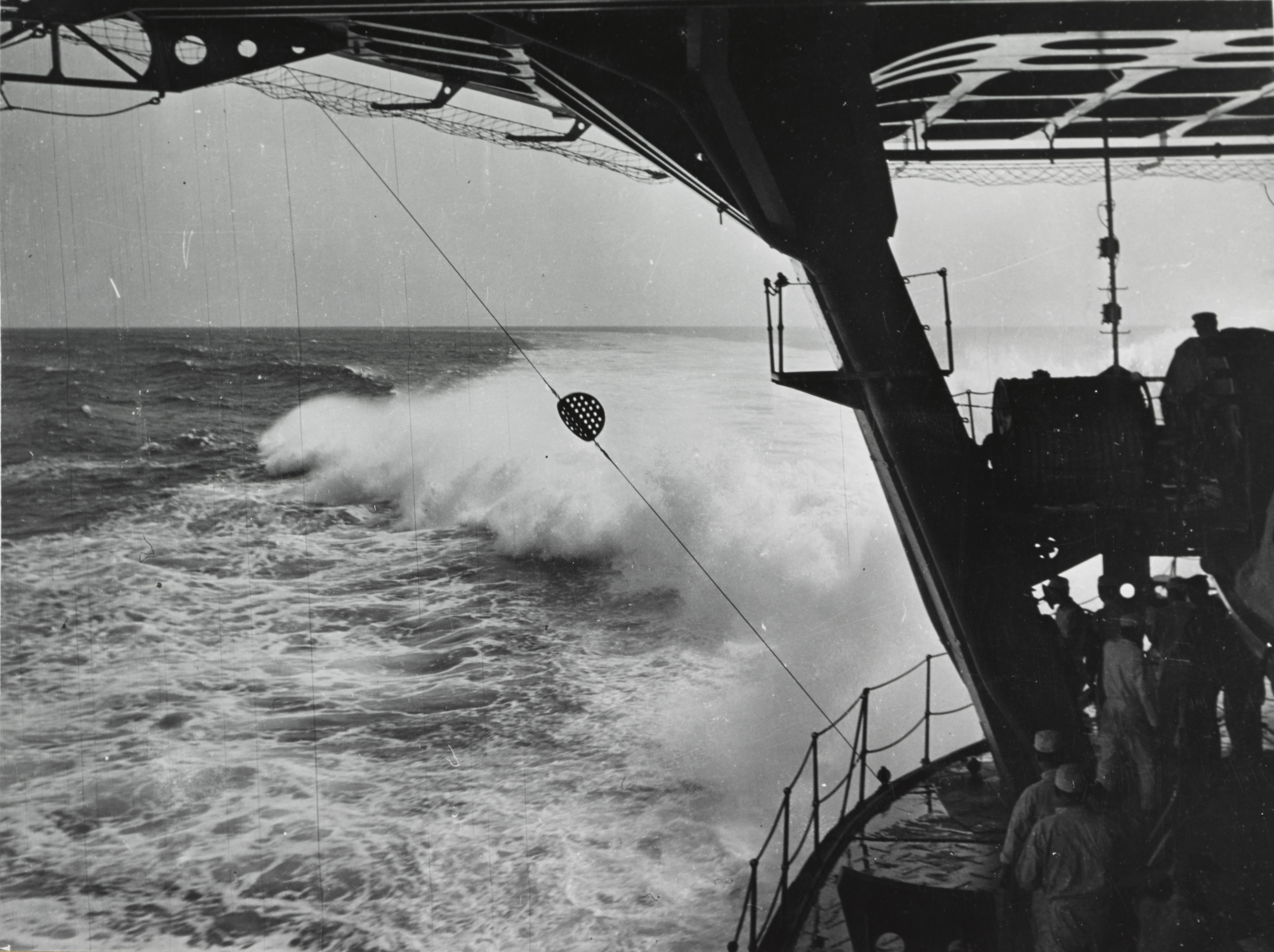
Sōryū płynący ze swoją maksymalną prędkością, 35 węzłów, w listopadzie 1937 r.